# Mihai Adam
Mihai Adams (né le 3 juillet 1940 à Câmpia Turzii en Roumanie et décédé le 11 décembre 2015) est un footballeur roumain.
Il est trois fois le meilleur buteur du championnat roumain, en 1965, en 1968 et en 1974.

## Palmarès
- Vainqueur de la Coupe de Roumanie en 1965 avec l'Universitatea Cluj